# Искандар Султан-мирза
Искандер Султан (1384—1416), Узгенд) — правитель Исфагана, Шираза и Йезда из династии Тимуридов, сын Умар-шейха, внук Тамерлана.

## Биография
Родился в Узгенде в Ферганской долине 25 апреля 1384 года, он был вторым из четырёх сыновей Умар-шейха (1354-94) и Малекат Ага (1365—1440). После того, как Умар шейх был убит 7 января 1394 года, Тимур передал контроль над Фарсом Пир Мухаммаду, а Искандар сопровождал гроб Умар-шейха в Кеш для захоронения.
Брак Искандара с его двоюродной сестрой, дочерью Миран-шаха праздновали в Кан-и-Гиле под Самаркандом летом 1397 года. Впоследствии Искандар участвовал в анатолийских и кавказских походах деда. Он известен своим культурным покровительством.
После смерти Тимура начались междоусобицы.
1412-13 гг. стали вершиной карьеры Искандар Султана. Его власть была признана в Хамадане, Исфахане, Ширазе, Йезде и Кермане. Он сделал Исфахан своей столицей, где он начал строить ряд зданий.

## Покровительство науке, литературе и искусству
В период своего правления в Йезде, Ширазе и Исфахане Искандар Султана имел двор включавший группу поэтов, ученых и ремесленников, в том числе историка Муин-ал-Дина Натанзи, астрономов Гияс-ал-Дина Каши, Махмуда Каши и поэтов, например, Хайдара Хорезми, которого Искандар призвал писать стихи на тюркском языке. Благодаря покровительству Искандар Султана была написана тюркская поэма «Гуль и Навруз». Как отмечал Алишер Навои, Искандер Султан пригласил к себе в царский двор Хайдара Хорезми, который написал по его заказу поэму на тюркском языке «Сокровищница тайн».
Благодаря Искандар Султану было организовано производство иллюстрированных рукописей на основе нового стиля в Ширазе, Йезде и Исфахане. Рукописи, посвященные Искандер Султану, датируются 1410—1414 гг.

## Смерть
В 1413-14 гг. стремление Искандар Султана к независимому правлению привело его к открытому восстанию против Шахруха, что закончилось его гибелью в 1415 или 1416 году.